# قائمة المؤرخين حسب مجال الدراسة
هذه قائمة بالمؤرخين مصنفة حسب مجال دراستهم. انظر أيضا قائمة المؤرخين.

## حسب الفترة الزمنية

### التاريخ القديم
- ليوني ارتشر ولدت في 25 أبريل 1955 في Crosby في المملكة المتحدة.[1]
- ميخائيل كروفورد ولد في 7 ديسمبر 1939 في تويكنهام في المملكة المتحدة.[2]
- رولاند إتيان مؤرخ فرنسي، ولد في 18 أبريل 1944.[3]

### تاريخ العصور الوسطى
مارك بلوك ولِد في (6 يوليو 1886 في ليون - 16 يونيو 1944 في سانت ديدييه دو فورمان).
جون بوسويل ولد في 20 مارس 1947 في بوسطن في الولايات المتحدة، وتوفي في 24 ديسمبر 1994 في نيو هيفن في الولايات المتحدة.
نورمان كانتور ولد في 19 نوفمبر 1929 في وينيبيغ في كندا، وتوفي في 18 سبتمبر 2004 في ميامي في الولايات المتحدة.